# Championnats d'Europe de gymnastique artistique masculine 1969
Navigation
Édition précédente Édition suivante
Le 8e championnat d'Europe de gymnastique artistique masculine s'est déroulé à Varsovie en Pologne en 1969.

## Résultats

### Concours général individuel
| Rang               | Gymnaste              | Total  |
| ------------------ | --------------------- | ------ |
| Médaille d'or      | Mikhail Voronin (URS) | 57.450 |
| Médaille d'argent  | Viktor Klimenko (URS) | 57.000 |
| Médaille de bronze | Nikolai Kubica (POL)  | 56.850 |

### Finales par engins

#### Sol
| Rang               | Gymnaste               | Total |
| ------------------ | ---------------------- | ----- |
| Médaille d'or      | Raitscho Hristov (BUL) | 19.20 |
| Médaille d'argent  | Viktor Lisitsky (URS)  | 18.85 |
| Médaille de bronze | Sylwester Kubica (POL) | 18.80 |

#### Cheval d'arçon
| Rang               | Gymnaste              | Total |
| ------------------ | --------------------- | ----- |
| Médaille d'or      | Miroslav Cerar (YUG)  | 19.50 |
| Médaille d'or      | Wilhelm Kubica (POL)  | 19.50 |
| Médaille de bronze | Mikhail Voronin (URS) | 19.45 |

#### Anneaux
| Rang              | Gymnaste              | Total |
| ----------------- | --------------------- | ----- |
| Médaille d'or     | Mikhail Voronin (URS) | 19.50 |
| Médaille d'argent | Mikolaj Kubica (POL)  | 19.30 |
| Médaille d'argent | Viktor Klimenko (URS) | 19.30 |

#### Saut
| Rang              | Gymnaste              | Total  |
| ----------------- | --------------------- | ------ |
| Médaille d'or     | Viktor Klimenko (URS) | 18.650 |
| Médaille d'argent | Mikolaj Kubica (POL)  | 18.550 |
| Médaille d'argent | Mikhail Voronin (URS) | 18.550 |

#### Barres parallèles
| Rang              | Gymnaste              | Total |
| ----------------- | --------------------- | ----- |
| Médaille d'or     | Mikhail Voronin (URS) | 19.05 |
| Médaille d'argent | Miroslav Cerar (YUG)  | 18.95 |
| Médaille d'argent | Viktor Klimenko (URS) | 18.95 |

#### Barre fixe
| Rang               | Gymnaste              | Total |
| ------------------ | --------------------- | ----- |
| Médaille d'or      | Viktor Lisitsky (URS) | 19.25 |
| Médaille d'or      | Viktor Klimenko (URS) | 19.25 |
| Médaille de bronze | Miroslav Cerar (YUG)  | 19.20 |

## Tableau des médailles
| 1 | {{country data {{{1}}} | Pays/callback | name = | variant= | size= }} | ? | ? | ? | ? |
| 2 | {{country data {{{1}}} | Pays/callback | name = | variant= | size= }} | ? | ? | ? | ? |
| 3 | {{country data {{{1}}} | Pays/callback | name = | variant= | size= }} | ? | ? | ? | ? |
| 4 | {{country data {{{1}}} | Pays/callback | name = | variant= | size= }} | ? | ? | ? | ? |
| 5 | {{country data {{{1}}} | Pays/callback | name = | variant= | size= }} | ? | ? | ? | ? |
| 6 | {{country data {{{1}}} | Pays/callback | name = | variant= | size= }} | ? | ? | ? | ? |
| 7 | {{country data {{{1}}} | Pays/callback | name = | variant= | size= }} | ? | ? | ? | ? |
| 8 | {{country data {{{1}}} | Pays/callback | name = | variant= | size= }} | ? | ? | ? | ? |